# Khoton
Els Khoton són un grup ètnic turqués de Mongòlia. La majoria viu a la província d'Uvs, especialment en Tarialan, Naranbulag i Ulaangom. Mentre els Khotons van parlar una llengua turquesa fins al segle xix, ara parlen el dialecte Dörbet de l'Oirat.
Els Khotons eviten la cultura escrita, com fan els mongols.
El 1989 hi havia oficialment aproximadament 6.100 khotons.

## Història i cultura
Khoton o khotong era originalment un terme mongol per designar els iugurs musulmans i l'ètnia hui, o la llengua xinesa parlada per musulmans.
El Khotons van instal·lar-se a Mongòlia pels oirat quan aquests van conquerir Xinjiang i van ocupar la ciutat dels seus avantpassats a Mongòlia. Segons una altra versió, van anar a Mongòlia després de 1753, quan el seu dirigent, el príncep dörbet Tseren Ubashi, es va rendir a la dinastia Qing. Sanders Declara que el Khotons es van mongolitzar Uigurs com a resultat.
Diferentment a la majoria de mongols, els khotons segueixen una sincrètica forma de l'islam que incorpora elements budistes i tradicionals (com el tengrianisme). Tradicionalment eviten barrejar-se amb altres grups ètnics.

## Llengua
La llengua que originalment parlaven els Khotons era una llengua turquesa. Va ser parlada fins al segle xix. Una vegada instal·lats a Mongòlia, els Khotons van adoptar el dörbet o dialecte del nord d'Oirat.